# Sigsbeia lineata
Sigsbeia lineata is een slangster uit de familie Hemieuryalidae. De wetenschappelijke naam van de soort werd in 1899 gepubliceerd door Christian Frederik Lütken & Theodor Mortensen.